# Landsat-7
Landsat‑7 — спутник дистанционного зондирования Земли, один из запущенных в рамках программы Landsat. Выведен на орбиту в 1999 году и продолжает работу. Основной целью спутника было обновление глобального архива спутниковых фотографий. Хотя программа Landsat управлялась NASA, данные съемок обрабатываются и распространяются Геологической службой США. Программа NASA World Wind и большинство картографических сайтов («Карты Google», Yahoo! Maps, Bing Maps) используют в качестве основы изображения, полученные с Landsat‑7. У спутника есть несколько компаньонов, следующих по близким орбитам с интервалом несколько минут: аппараты Earth Observing-1, SAC-C и «Терра». Вместе данная группировка иногда называется «утреннее созвездие» (The morning constellation). Исходно проекты Landsat-6 и Landsat-7 финансировались Министерством обороны США для применения в военных целях, как разведывательные спутники, но в декабре 1993 года, Министерство обороны прекратило финансирование обоих проектов, перейдя на устаревший к тому времени Landsat-5.
В общей сумме инвестиции в проект[уточнить] превысили 700 млн долл. к 2003 году.

## Спецификации
Миссия Landsat‑7 изначально рассчитана на длительность 5—7 лет. Спутник мог снимать и передавать до 532 изображений в сутки. Спутник находится на полярной солнечно-синхронной орбите, рассчитанной таким образом, что спутник пролетает над всей поверхностью планеты. При высоте 705 км на полное сканирование поверхности уходит 232 оборота, или 16 суток. Съемка местности происходит примерно в 10 часов утра (±15 минут) по местному солнечному времени.
Повторяемость трека поддерживается с помощью манёвров с точностью ±5 км. Схема трека получила собственное обозначение WRS (англ. Worldwide Reference System). В ней поверхность планеты делится на 233 столбца (соответствует орбите) и 248 рядов.
Аппарат весит 1973 кг, его длина — 4,3 м, диаметр — 2,8 м. В отличие от предыдущих аппаратов программы, использовавших магнитную ленту, на Landsat‑7 установлен массив твердотельной памяти на 378 гигабит (примерно 100 изображений). Основным инструментом для получения изображений является Enhanced Thematic Mapper Plus (ETM+), созданный компанией Raytheon в отделении Santa Barbara Remote Sensing.
Параметры инструмента ETM+:
- Используется сканирование с помощью подвижного зеркала (7 циклов в секунду);
- Полоса захвата: 185 км (угол зрения 15º);
- Телескоп: рефлектор системы Ричи — Кретьена с 2 зеркалами из стекла с низким коэффициентом расширения (ULE, Ultra Low Expansion);
- Апертура телескопа: 40,6 см; фокусное расстояние: 243,8 см; относительное отверстие: f/6.0;
- Размеры сканера: 1,5×0,7×2,5 м; масса: 300 кг;
- Панхроматическая камера с разрешением 15 метров на точку (1 канал);
- Полноапертурная, 5-процентная абсолютная радиометрическая калибровка;
- Инфракрасная камера с разрешением 30 метров (6 каналов);
- Температурный сенсор (дальний ИК-диапазон) с разрешением 60 метров.

Фокальная плоскость разделена при помощи специальной оптической системы на основную и «холодную» часть. В основной части находится 32 кремниевых фотодиода (SiPD — silicon photodiode) панхроматического диапазона и 4 группы по 16 фотодиодов видимого и ближнего инфракрасного диапазона (до 0,9 мкм). В холодной части фокальной плоскости, охлаждаемой до 91 K, находятся 2 группы по 16 фотодиодов на антимониде индия (InSb) коротковолнового инфракрасного диапазона (SWIR, 1,55—1,75 мкм и 2,09—2,35 мкм) и 8 фотодиодов на теллуриде ртути-кадмия (HgCdTe) теплового ИК-диапазона (TIR, 10,4—12,5 мкм).
Для связи с Землей используются 2 ненаправленные антенны S-диапазона (5 ватт, скорость передачи — около 0,3 Мбит/с, часто́ты 2106,4 и 2287,5 МГц) и 3 антенны X-диапазона (3,5 ватт, общая скорость в 6 каналах — 450 Мбит/с, частоты 8082,5, 8212,5, 8342,5 МГц). Протокол совместим с CCSDS 701.0-B-1.
Также велись работы по проектированию для аппарата четырёхканального сенсора HRMSI (Мультиспектральный стереосенсор оптического и ближнего инфракрасного диапазонов). Планировавшееся разрешение: 5 м (в панхроматическом канале) и 10 м (в мультиспектральном); полоса захвата: 60 км.
Работы над инструментом были прекращены в мае 1994 года из-за недостаточного финансирования.

## Сбой Scan Line Corrector
31 мая 2003 года вышел из строя прибор Scan Line Corrector (SLC) в инструменте ETM+. Прибор SLC состоит из пары небольших зеркал, которые вращаются вместе с движением основного сканирующего зеркала ETM+. Назначение прибора — компенсация продольного движения спутника, таким образом, чтобы итоговые полосы сканирования были расположены параллельно друг другу и перпендикулярно направлению движения спутника. Без компенсации при помощи SLC, получаемые изображения имеют вид «зигзага», когда некоторые участки поверхности снимаются дважды, а некоторые вообще не снимаются. Спутник поставляет примерно на четверть меньше данных без такой коррекции.
После аварии SLC была организована группа Anomaly Response Team (ART) из представителей USGS, NASA и Hughes Santa Barbara Remote Sensing (производитель инструмента ETM+). Группа предоставила список возможных причин поломки, бо́льшая часть из которых указывала на механические проблемы самого SLC. Поскольку на борту нет запасного прибора SLC, механическая проблема инструмента не может быть исправлена. Однако, группа не могла исключить электрическую поломку. Поэтому 3 сентября 2003 года директор USGS Charles G. Groat разрешил проекту Landsat перенастроить инструмент ETM+ и другие системы космического аппарата, чтобы использовать запасное электрическое оборудование («Side-B»).
5 сентября 2003 года, после перенастройки, инструмент ETM+ был включен и снова стал передавать данные в наземный центр Landsat в EROS недалеко от Sioux Falls, South Dakota. Сразу же стало ясно, что переключение на запасное электрическое оборудование не исправило проблемы с SLC. Затем инструмент был перенастроен обратно на основное электрическое оборудование. Последующее заключение группы признало механические причины поломки и их неустранимость.
Landsat‑7 продолжил собирать данные в подобном режиме. Некоторые ГИС позволяют пользователям заполнять неотснятые участки изображения данными с других витков Landsat‑7 или путём интерполяции. Чтобы продолжить программу Landsat, до конца 2010-го десятилетия должен быть выведен в космос эквивалентный научный датчик на новом спутнике.
Отключение SLC не повлияло на радиометрическую точность и на качество работы фотодиодов.

## Спутниковые мозаики

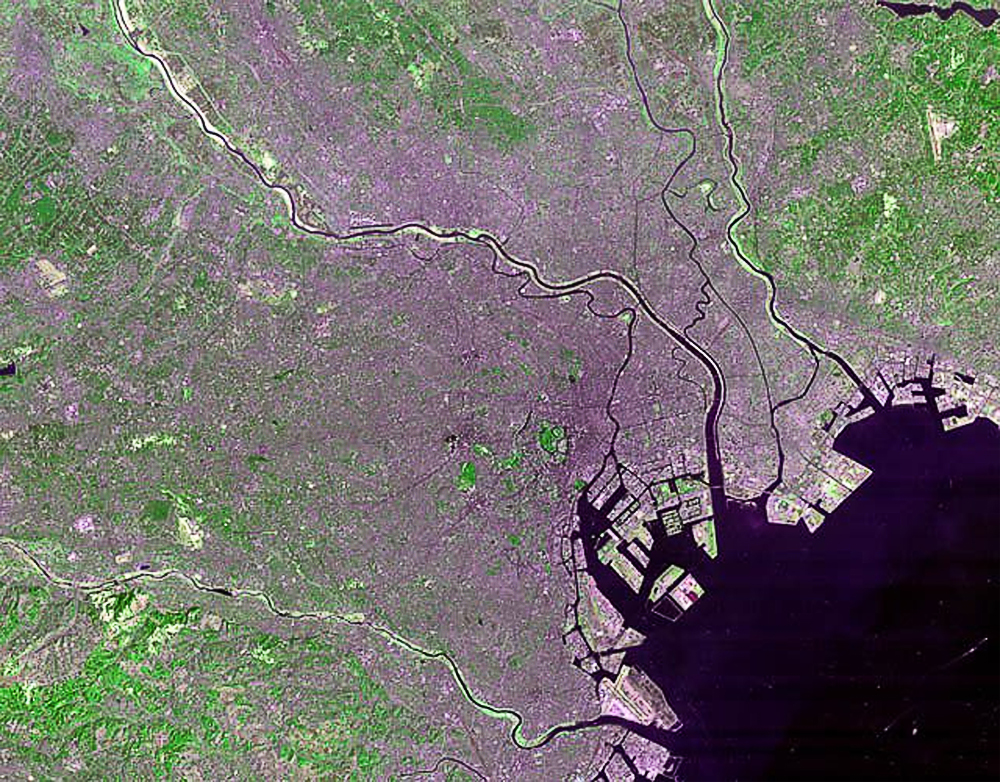
Инфракрасная спутниковая фотография Токио, снятая Landsat-7

В августе 1998 года NASA заключило контракт с EarthSat на производство глобальной мозаики Landsat GeoCover (Geocover 2000 в программе NASA World Wind). Данная мозаика доступна для бесплатной загрузки в формате MrSID и стала первой глобальной свободно доступной мозаикой.
Спутниковые снимки для большей части поверхности Земли, используемые на онлайн-сервисах «Карты Google», «Google Планета Земля», Bing Maps (ранее MSN Maps) и Yahoo! Maps, основаны на обработанных и приведённых к естественным цветам снимках Landsat‑7.